# Burgstall Hartenfels
Der Burgstall Hartenfels ist der Rest einer hochmittelalterlichen Adelsburg, die sich einst auf einem imposanten Felssporn erhob. Der Burgstall befindet sich östlich des Pfarrdorfes Neukirchen bei Sulzbach-Rosenberg in der gleichnamigen Gemeinde im oberpfälzischen Landkreis Amberg-Sulzbach in Bayern, Deutschland. Von der Burg sind keine geschichtlichen Nachrichten bekannt, erhalten haben sich von ihr nur zwei Gräben und ein kleiner Mauerrest. 
Das vom Bayerischen Landesamt für Denkmalpflege als „Mittelalterlicher Burgstall Hartenfels“ erfasste Bodendenkmal trägt die Denkmalnummer D-3-6435-0036.

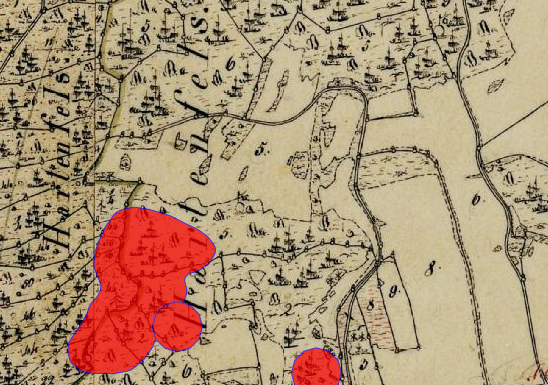
Lageplan von Burgstall Hartenfels auf dem Urkataster von Bayern

## Geographische Lage

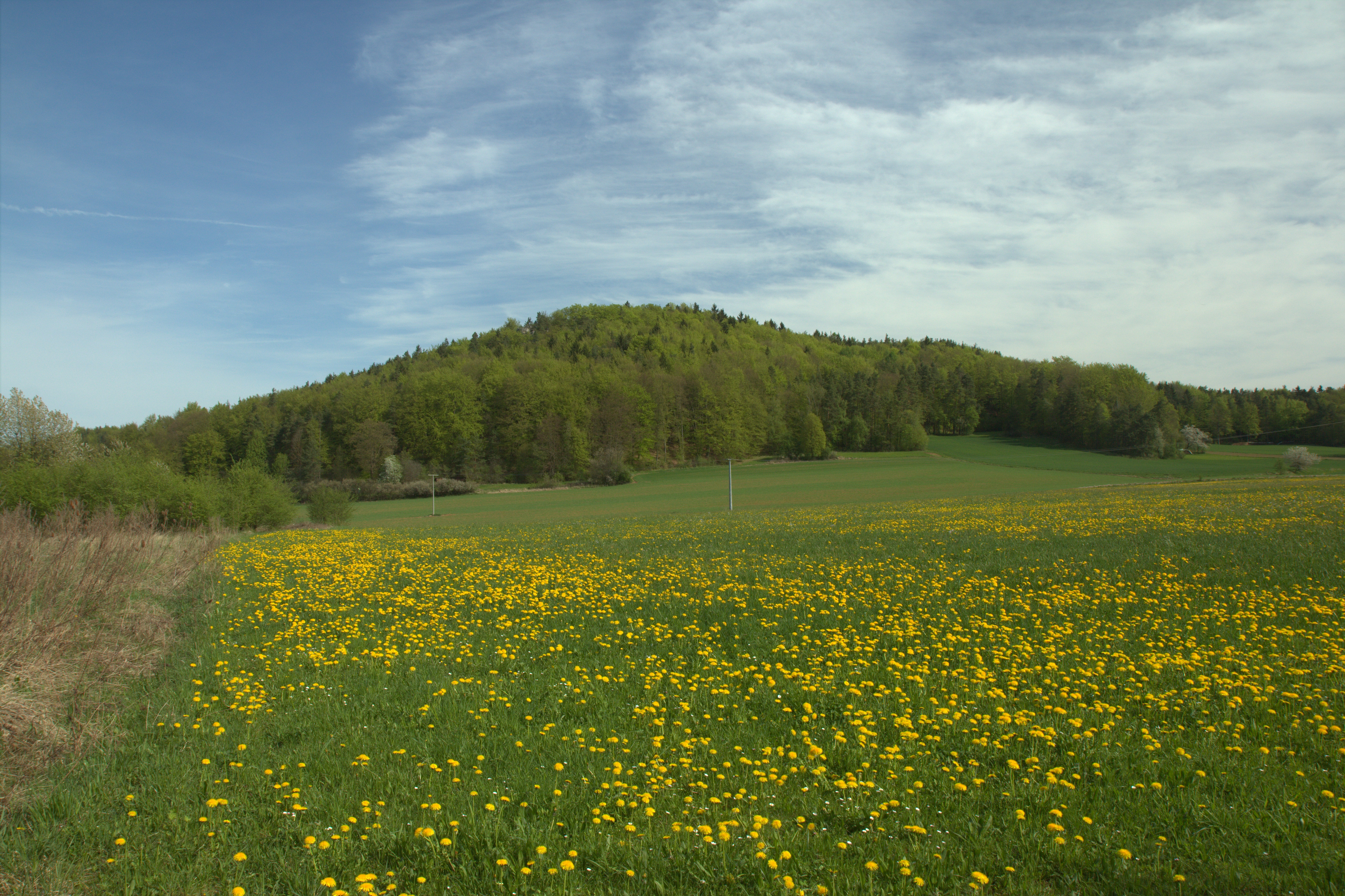
Bild 1: Ansicht des Großen Hartenfelsens aus südlicher Richtung

Die Stelle der abgegangenen Spornburg befindet sich in der Mittleren Frankenalb, auf einem nach Südwesten gerichteten Felssporn des Großen Hartenfelsens auf 530,6 m ü. NN Höhe. Sie lag damit etwa 80 Höhenmeter über dem Tal. Der Sporn fällt an seiner nordwestlichen Seite und an der Südspitze senkrecht mehrere Meter ab, auch die Südostseite weist einen, teils mit Felsen durchsetzten, sehr steil abfallenden Hang auf, so dass nur die Nordseite, an der der Sporn aus dem Berg hervortritt, geschützt werden musste.
Der Burgstall liegt etwa 700 Meter ostnordöstlich der evangelischen Pfarrkirche Sankt Peter und Paul in Neukirchen bei Sulzbach-Rosenberg.
In der Nähe befinden sich noch weitere ehemalige mittelalterliche Burgen: etwa 2500 Meter südwestlich liegt ein Burgstall am Ostteil des Buchenberges bei Ermhof, in derselben Entfernung in westlicher Richtung befindet sich das Schloss Neidstein mit der gleichnamigen Burgruine unmittelbar dahinter. Etwas weiter liegen die Burgen Rupprechtstein, heute nur noch eine Ruine mit sehr wenigen Resten, und Werdenstein, bei der es sich nur noch um einen Burgstall handelt. Nördlich liegt noch das Schloss Holnstein, früher ebenfalls eine Burg.

## Geschichte
Die Burg wurde vermutlich während des 13. Jahrhunderts von den Herren von Neidstein erbaut, allerdings gibt es keine Erwähnungen der Burg selbst. Nur in einer Urkunde, die auf den 21. Februar 1268 datiert ist, wird sie indirekt im Namen des Heinrich von Hertenvels (= Hartenfels) genannt. In dieser Urkunde heißt es, dass der verstorbene Heinrich in der Kirche zu Eschenbach begraben liegt. Weiter geht aus dieser Urkunde hervor, dass Heinrich mit dem Reichsministerialen „Rupert von Hertenstein“ (Hartenstein) und dem „Rupert von Neidstein“ zwei Brüder hatte. Da die Hartenfelser ebenso wie die Hartensteiner mit dem Neidsteiner Geschlecht verwandt waren, hatten auch sie wahrscheinlich den Stand von Reichsministerialen.
Neben der hochmittelalterlichen Befestigung auf dem Hartenfels befinden sich dort noch die Reste einer vorgeschichtlichen Anlage an derselben Stelle. Von ihr hat sich ein längeres, etwa noch einen halben Meter hohes Wallstück erhalten, das sich außerhalb des Wallgrabens der mittelalterlichen Burg bogenförmig um den Bergsporn zieht und ihn so abriegelte.
Heute ist die Stelle der ehemaligen Burg völlig mit Wald bewachsen, erhalten haben sich nur zwei Gräben und Grundmauerreste der einstigen Ringmauer. Ein Wanderweg von Neukirchen bei Sulzbach-Rosenberg führt zum frei zugänglichen Burgstall, er dient heute dank einer aufgestellten Bank als Rastplatz und als Aussichtspunkt. Die senkrechten oder leicht überhängenden Felswände dienen als Kletterwand.

## Beschreibung
Die ehemalige Höhenburg war einst in zwei Bereiche aufgeteilt, in eine Vorburg am Übergang des Spornes zum flachen Gipfelbereich bzw. der Hochfläche des Hartenfelses (Bild 1), und in eine Hauptburg an der felsigen Spitze des Bergspornes, an der von Natur aus am besten geschützten Stelle (Bild 3).
Die Vorburg war durch einen zwei Meter tiefen und etwa zehn Meter breiten Graben geschützt, der sich bogenförmig von der östlichen Hangkante zur westlichen erstreckt (Bild 2 und 4). Die Sohle dieses Halsgrabens sinkt dabei von Ost nach West um mehrere Meter ab und mündet dort in eine natürlich entstandene Geländerinne. Abraumhügel an den Enden des Grabens als Zeichen künstlicher Herkunft sind nicht zu sehen, doch ist der Graben sicher von Menschenhand ausgehoben. An der Außenseite des Grabens befindet sich ein drei Meter breiter Wall, der heute an der Ostseite des Grabens seinen Anfang nimmt und in westlicher Richtung allmählich immer flacher werdend nach etwa der Hälfte der Strecke im Gelände ausläuft. Außerhalb dieses Walls liegt in Richtung der Hochfläche der oben angesprochene vorgeschichtliche Wallabschnitt.
Begrenzt wird die Vorburg, außer nach Norden zum Halsgraben hin, an fast allen Seiten durch senkrechten Abfall der Felsen, der aber nur wenige Meter beträgt. Die sich anschließenden Berghänge fallen sehr steil, teils mit Felskanten durchsetzt, zu Tal ab. Nur an der Ostnordostseite ist ihre Abgrenzung unklar, da sie hier nicht unmittelbar durch Steilhänge oder Felsen geschützt ist, sondern sich eine Geländewanne anschließt.
Die Fläche der Vorburg ist von sehr unregelmäßiger Form, da sie dem felsigen Gelände zwischen Hochfläche und Felssporn angepasst wurde, zudem fällt der Vorburgbereich vom Halsgraben zur Hauptburg um einige Meter ab.
Da sie so von der Hochfläche leicht angreifbar war, musste sie an ihrer Nordostseite durch eine starke Mauer geschützt werden, von ihr ist noch ein 4,50 Meter breiter und ein Meter hoher Wall erhalten. Etwa in der Mitte dieses Walls lässt eine 3,80 Meter breite Unterbrechung den früheren Zugang zur Burg erahnen, auch heute betritt man das Gelände des Burgstalls an dieser Stelle.
Nach Südwesten hin ist dem Vorburgbereich ein größerer Felsen mit acht Metern Länge um etwa fünf Meter vorgelagert, er war aber dennoch in den Vorburgbereich miteinbezogen, auf seiner Oberfläche lassen sich noch Reste von Mauerwerk entdecken. Spuren weiterer Bebauung sind von der Vorburg nicht mehr zu sehen.
Die Vorburg endet im Süden an einem natürlichen Geländeeinschnitt, der an der tiefsten Stelle noch einen aus dem Fels geschlagenen Abschnittsgraben ausweist (Bild 5). Dieser Graben fällt zur Vorburg etwa zwei Meter ab, die Hauptburg steigt von der Sohle dieses Grabens vier Meter sehr steil an. Ein etwas östlich des heutigen Aufgangs zur Hauptburg gelegener Absatz, etwa auf halber Höhe des Steilhanges, kennzeichnete wohl den früheren Zugang zur Hauptburg (Bild 6).
Die Hauptburg weist eine trapezförmige Fläche mit etwa 50 Meter Länge und 25 Meter Breite auf. An ihrer West- und ihrer Südseite ist sie durch senkrechten Abfall der Felsen um einige Meter bestens geschützt und auch der steil abfallende Osthang bot ausreichend Schutz. Ebenso war die Nordseite durch senkrechte Felsen und steilen Hang recht sicher. An dieser Seite sind von der vermutlichen Ringmauer der Burg noch Grundmauerreste erhalten, die sich aber nur noch als flacher Wall darstellen (Bild 7). Dieser Wall zieht sich 16 Meter an der Nordseite entlang, biegt anschließend an der Nordostecke der Hauptburg in südliche Richtung um und verläuft dort noch fünf Meter an der Hangkante entlang. Nur an der Nordwestecke ist noch ein kleiner Mauerrest obertägig sichtbar (Bild 8). Weitere Bebauungsspuren auf der ebenen Fläche der Hauptburg, neben einer fast quadratischen Grube in der Mitte des Bereiches, sind nicht mehr vorhanden. Diese Grube misst 4 mal 3,50 Meter und könnte der Rest einer Zisterne oder eines Kellerraumes sein (Bild 9).
Am Südrand des Felsspornes wurden zahlreiche Keramikscherben gefunden, so dass man dort wohl ein Küchengebäude annehmen kann.
Weiter sind dort zwölf aus dem Fels geschlagene Stufen zu sehen, die von der Burgfläche aus über den senkrechten Felsabfall nach unten führen (Bild 10). Ob sie zur einstigen Burganlage gehörten, ist unbekannt, wahrscheinlich wurden sie aber erst später im Zuge eines Wanderweges, der durch das Burgstall-Gelände führt, angelegt.

## Bilder

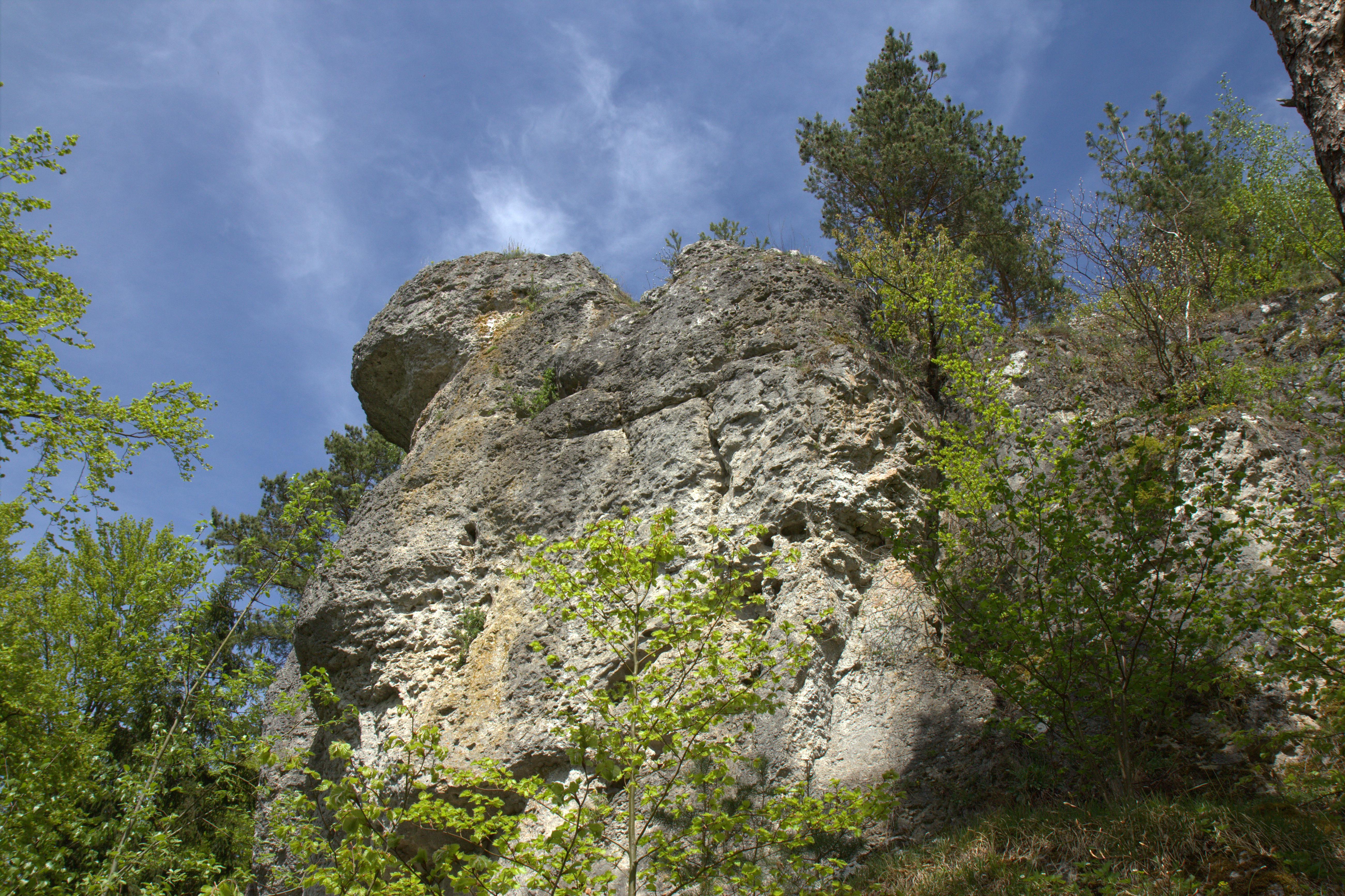
Bild 3: Südliche Spitze des Felsspornes
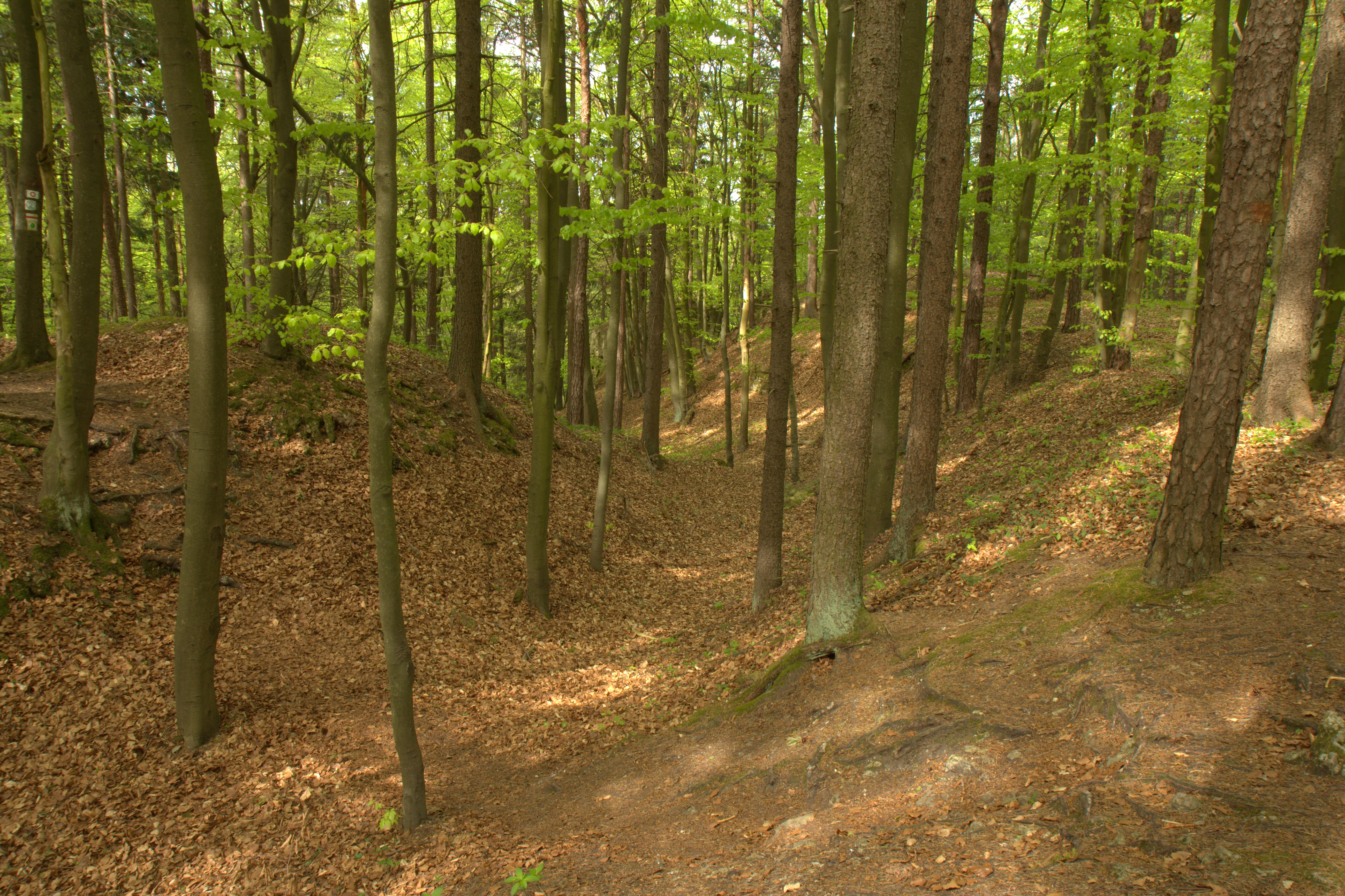
Bild 4: Blick in den Halsgraben, links der Wall, möglicherweise eine frühere Schildmauer, der Vorburg
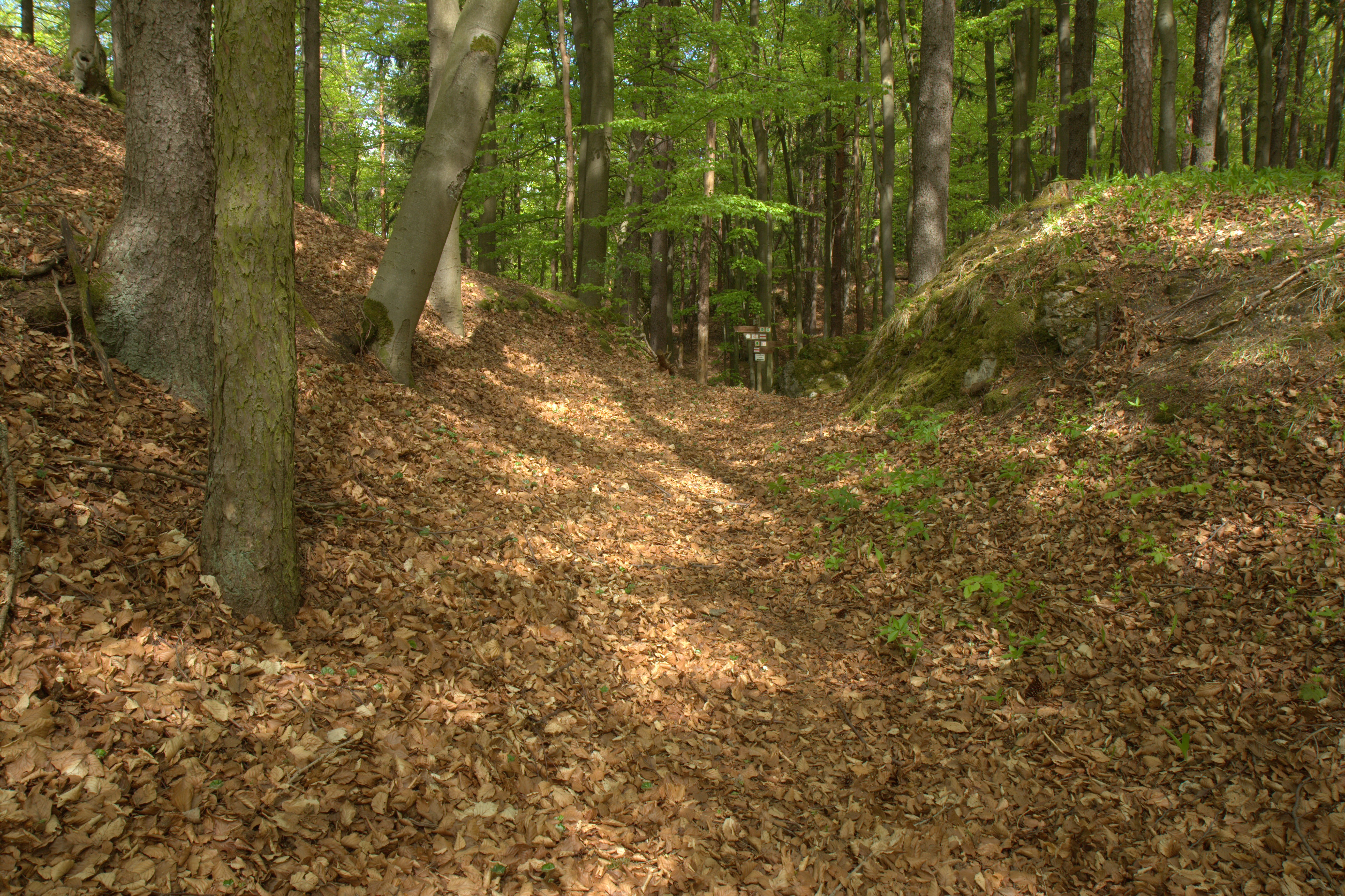
Bild 5: Blick in den Abschnittsgraben, links die Hauptburg
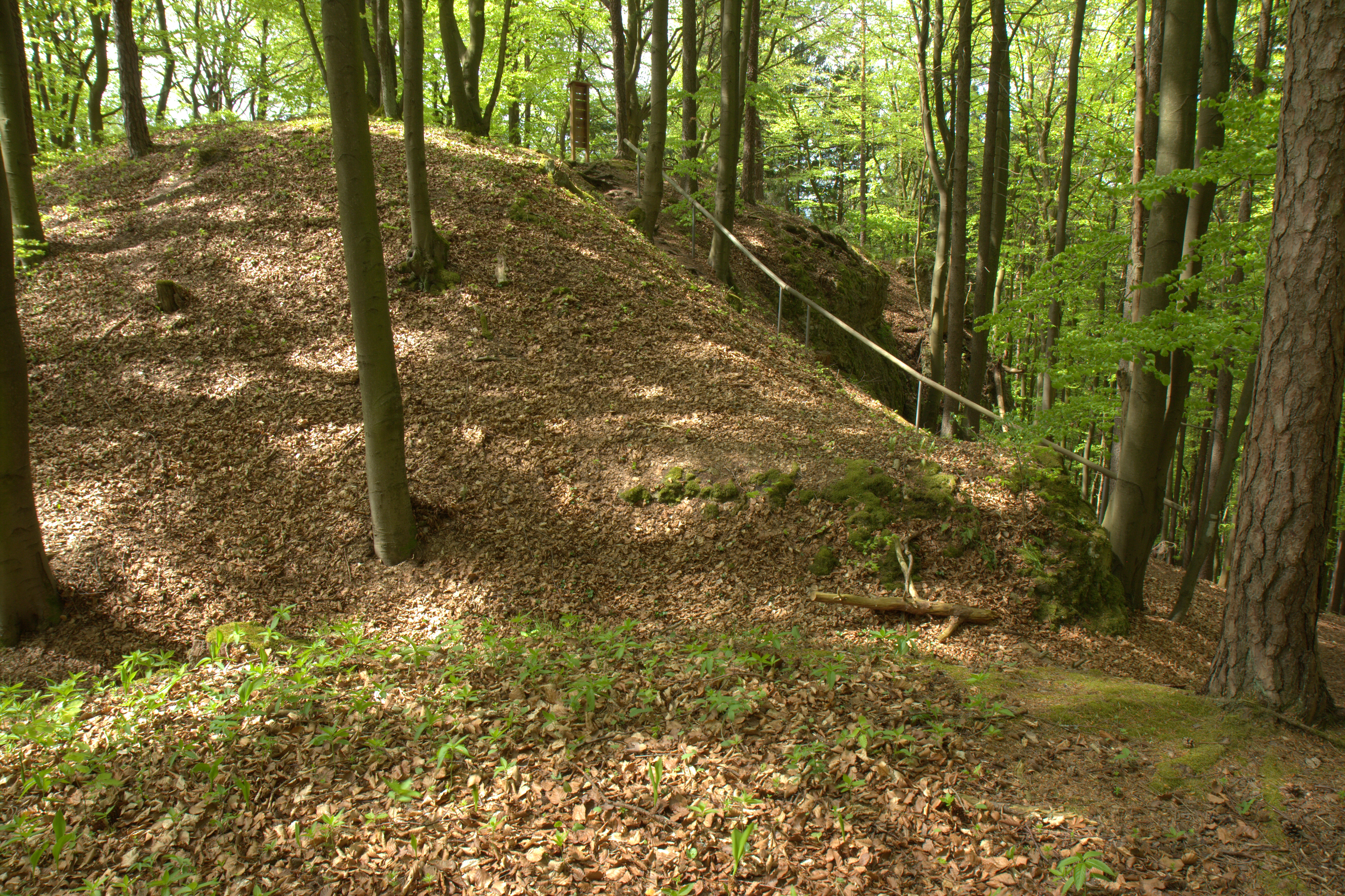
Bild 6: Mögliche Stelle des Aufgangs zur Hauptburg, im Hintergrund der heutige Aufstieg
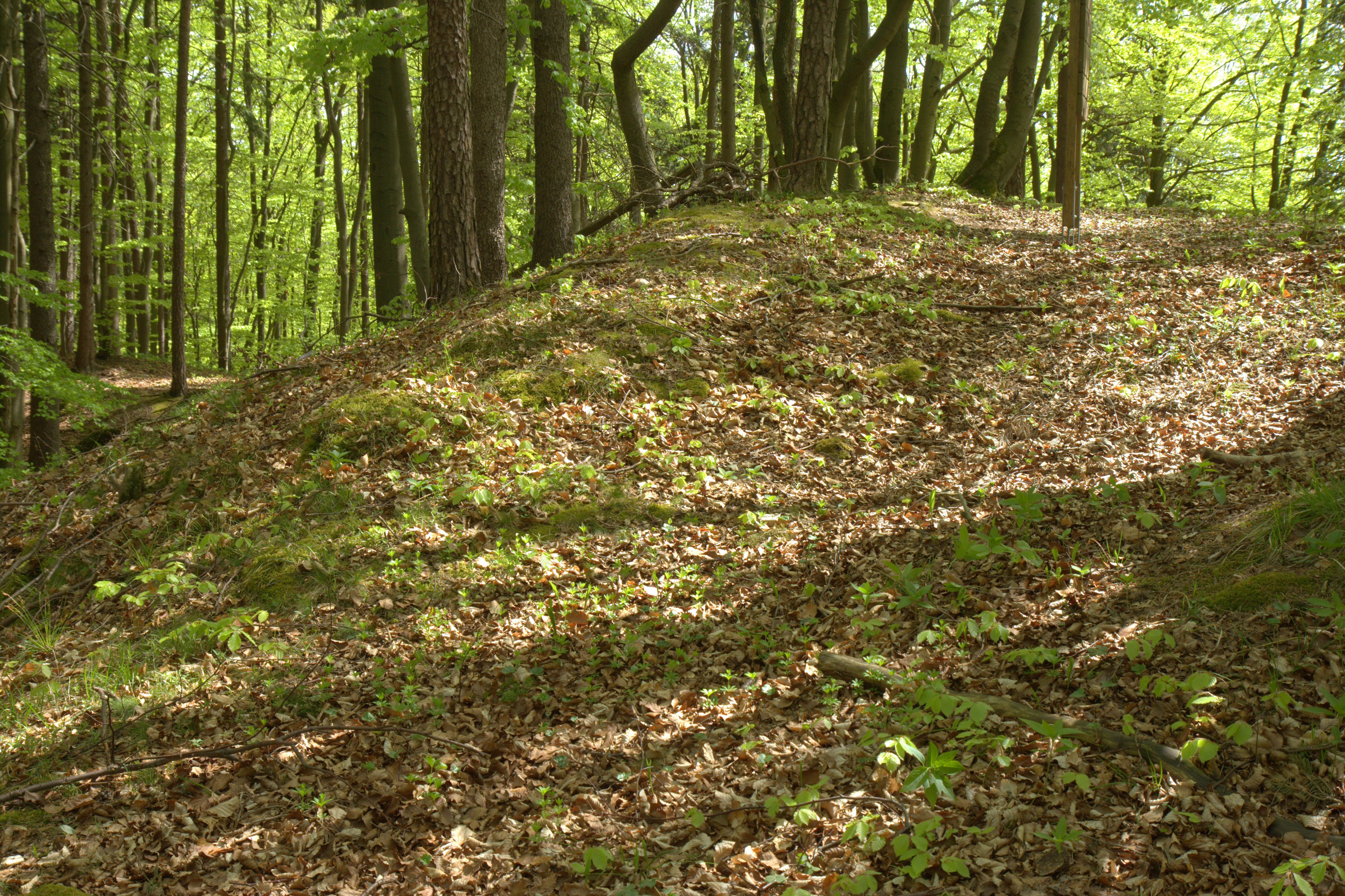
Bild 7: Wall an der Nordseite der Hauptburg, der Rest der Ringmauer
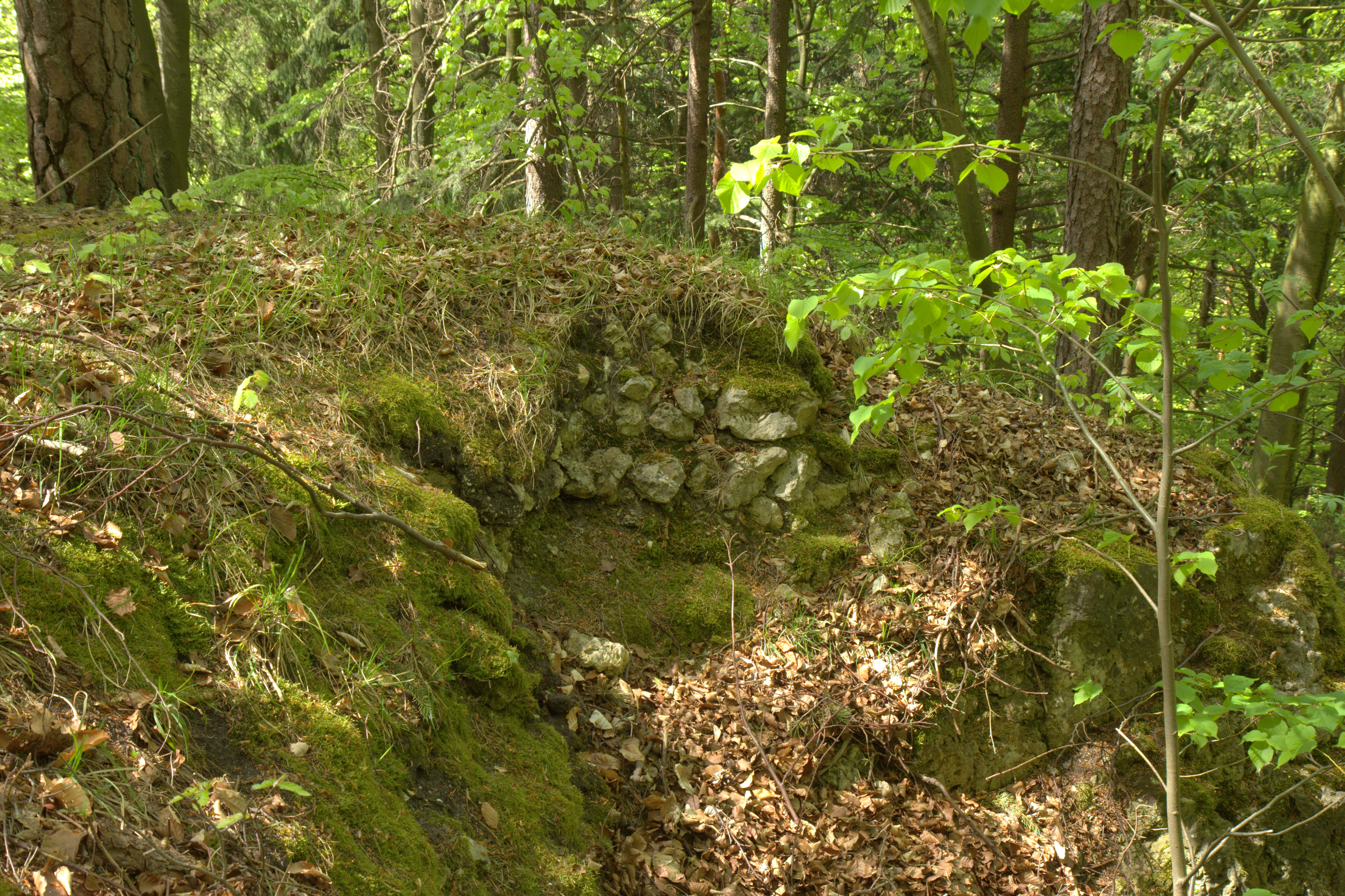
Bild 8: Letzter sichtbarer Mauerrest der Ringmauer der Hauptburg
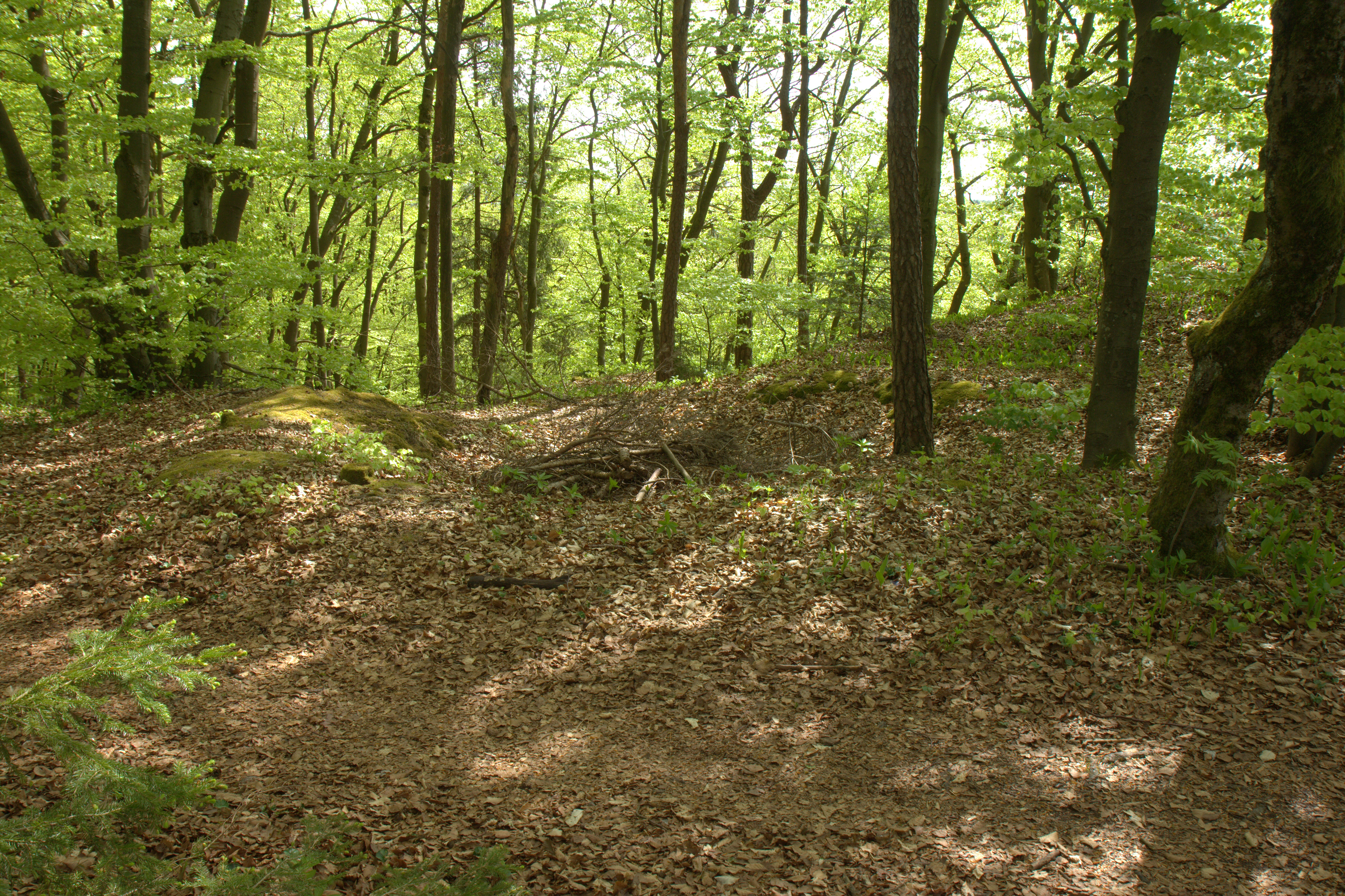
Bild 9: Mulde in der Hauptburg, möglicherweise die Stelle der Zisterne oder eines Gebäudes
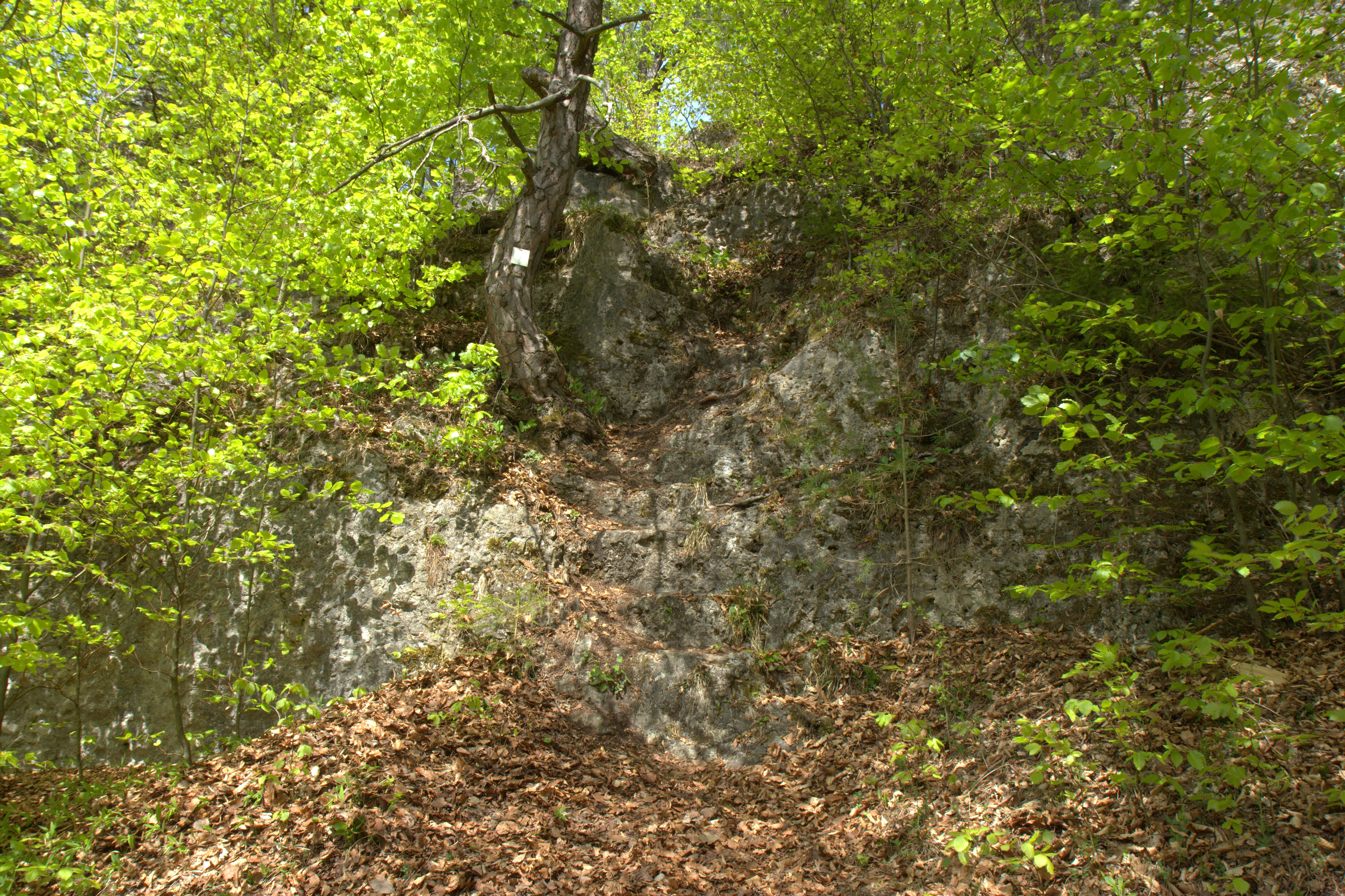
Bild 10: Felsstufen an der Südseite der Hauptburg